# مونغ كوك

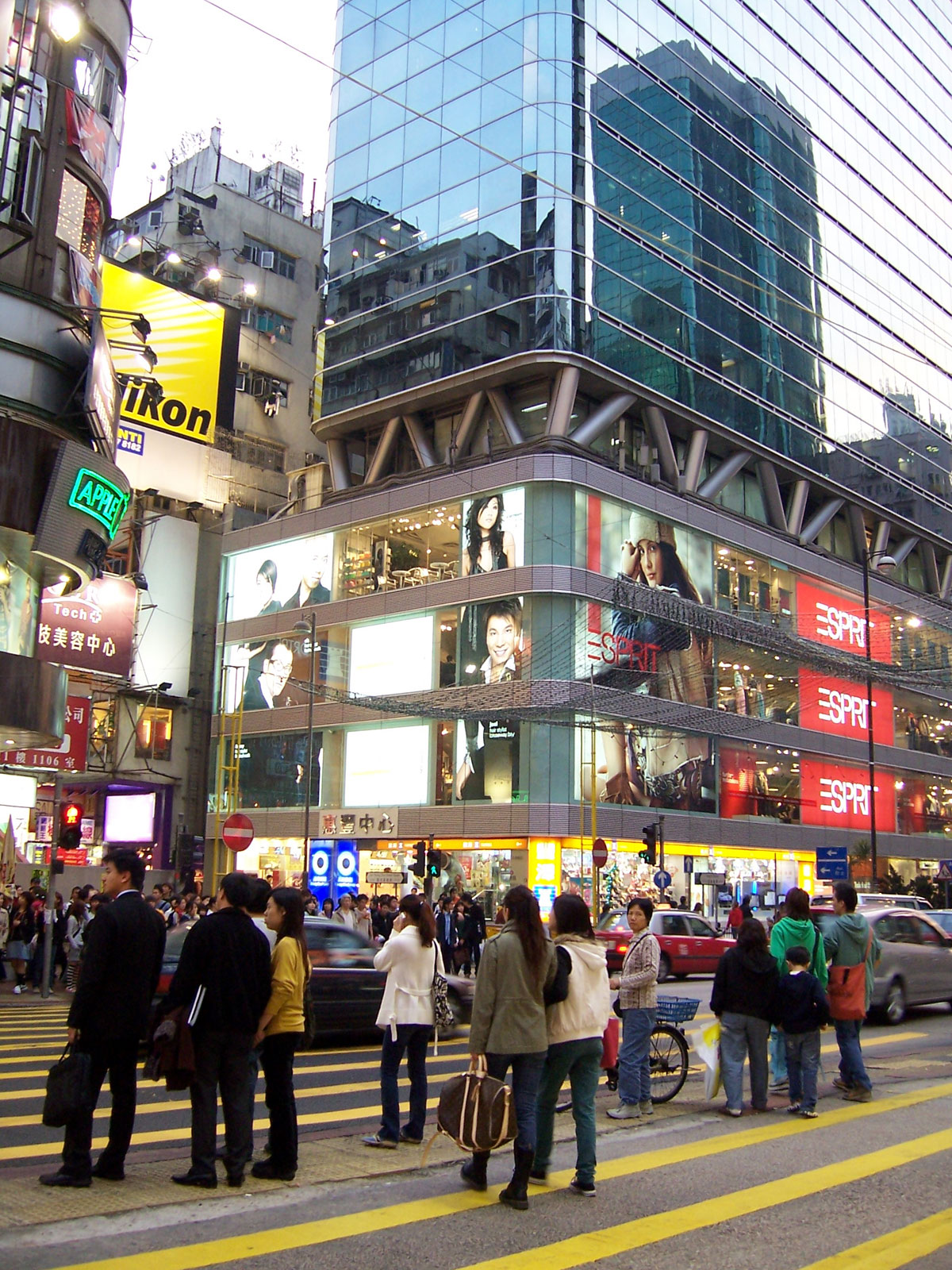
نظرة على الحي في المساء

مونغ كوك ضاحية بمنطقة كولون، هونغ كونغ، الصين، وقد اندمج سنة 1994 بمنطقة مونغ كوك بعد أن كانت كل ضاحية على حدة.
الحي تلقبه وسائل الإعلام الصينية بـ«الركن المشغول» وقد وجدوا فيه مؤخرا بعض الفخاريات الأثرية تحت الأرض يرجع تاريخها إلى عهد جين ديناست بين 265 و420 ميلادية.
الحي يتمتع بمزيج من الأبنية القديمة والجديدة التي تكون متعددة الطوابق، وهناك أيضا متاجر ومطاعم التي تعتبر التجارة الرئيسية في مونغ كوك، خاصة الوجبات السريعة.
في مونغ كوك هنالك كثافة سكانية كثيفة، فوفقا لموسوعة جينيس للأرقام القياسية فالحي يعتبر الأكثر كتافة في العالم حيث نجد 130.00 ألف ساكن في الكيلومتر المربع الواحد ويمكن أن يتضاعف العدد لأربع مرات في المستقبل.

## تاريخ مونغ كوك
مونغ كوك كانت مختلفة تماما عن ماهي عليه الآن، حيث كانت منطقة للزراعة تحيط بها التلال من كل جانب.
في 10 أغسطس 2008 اندلع حريق في محكمة كورت بالحي، حيث شارك أكثر من 200 رجل إطفاء في عملية الإنقاذ، التي انتهت بوفاة شخصين وجرح 4 من رجال الإطفاء.

## الأطعمة
في مونغ كوك نجد محلات عديدة مختصة بالطعام، وتختص ببيع الأطعمة التقليدية ككرات السمك و أكلة توفو، إضافة للوجبات الخفيفة الأكثر شعبية في هونغ كونغ بأكملها، إضافة لوجود مطاعم مختصة بالأطعمة الصينية واليابانية و الإيطالية والتايلاندية و غيرها.